# ولي الدين سامح
ولي الدين سامح (1 سبتمبر 1907 - 5 نوفمبر 1989) هو مخرج أفلام ومخرج فني ومصور سينمائي مصري.

## حياته
من مواليد1 سبتمبر 1907، أبدع في هندسة الديكور وتصميم المناظر السينمائية. عمل أستاذا لمادة التاريخ القديم بجامعة ميونيخ بألمانيا في بدء حياته العملية، وكان ملماً كذلك بالأعمال الهندسية والزخرفية، فاختاره طلعت حرب بعد عودته إلى القاهرة كمهندس للديكور في باكورة إنتاج ستوديو مصر عام 1935 حيث صمم ونفذ ديكور أول أفلامه «وداد» وهو في الثامنة والعشرين من عمره. تميز بتصميماته التي تحاكي التفاصيل الدقيقة وخاصة المتعلقة بالموضوعات التاريخية والإسلامية، وكذلك تفاصيل الأحياء الشعبية وما يرتبط بها من جوانب دقيقة متعددة، تتلمذ على يده كبار مهندسي الديكور سواء من عاصروه، أو من تأثر به وأبرزهم: شادي عبدالسلام وأنسي المصري وحلمي عزب وصلاح مرعي وماهر عبد النور  ونهاد بهجت  وغيرهم، وكان من الرواد والمؤسسين لاستوديو مصر، وفي مجال الإخراج يعتبر فيلم «لعبة الست» أحد أشهر أعماله كمخرج.
تفرغ ولي الدين سامح منذ عام 1955 لإخراج الأفلام التسجيلية:
«أسوان» و«معونة الشتاء» عام 1955.  
«المثال مختار» عام 1957.
«النور للجميع» عام 1958.
«كنوز الفن الإسلامي» عام 1960.
«هروب العائلة المقدسة» عام 1961.
«المتحف القبطي» عام 1962.
«الحياة اليومية عند قدماء المصريين» عام 1968.
واصل ولي الدين سامح مسيرته في مجال تصميم المناظر السينمائية حتى وفاته 1989.
بلغ عدد أعماله في الديكور 75 عملاً سينمائياً، وكتب سيناريو وحوار فيلماً واحداً هو فيلم «قيس وليلى» عام 1960 للمخرج أحمد ضياء الدين.

## قائمة أعماله في الإخراج
فيلم «لعبة الست» عام 1946 بطولة نجيب الريحاني وتحية كاريوكا.
فيلم «سر أبي» عام 1946 بطولة أنور وجدي وصباح.
فيلم «أحمر شفايف» عام 1946 بطولة نجيب الريحاني وسامية جمال.
فيلم «ذو الوجهين» عام 1949 بطولة عباس فارس ومحمود المليجي وزوزو شكيب.

## وصلات خارجية
- ولي الدين سامح على موقع IMDb (الإنجليزية)
- ولي الدين سامح على موقع الدهليز
- ولي الدين سامح على موقع قاعدة بيانات الأفلام العربية
- ولي الدين سامح على موقع قاعدة بيانات الفيلم (الإنجليزية)